# Access Granted
Access Granted är ett amerikanskt TV-program som visar bakom kulisserna-videor från R&B- och hiphopmusikvideor. I varje avsnitt visas en artist och dennes nya video, som sedan har premiär i slutet av avsnittet. Programmet började sändas 2001 på BET.